# Albillo Real

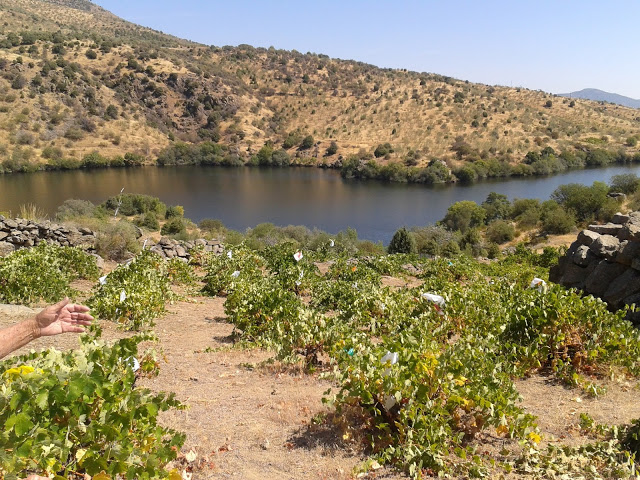
Albillo Real

De Albillo Real is een eeuwenoude witte druivensoort uit het midden van Spanje.

## Geschiedenis
De naam komt al voor in in het begin van de 16e eeuw en wel in een geschrift over druivensoorten in de regio's Extremadura, Castilië-La Mancha en Andalusië. De betekenis van het woord komt van het Spaanse woord alba, dat wit betekent. Recent DNA-onderzoek heeft uitgewezen dat er geen enkel verband bestaat met de - bijna - naamgenoot Albillo Mayor. Ook is duidelijk geworden dat deze druif afkomstig is uit de regio rondom Valladolid.

## Kenmerken
Sterke groeier, maar de opbrengsten van dit ras zijn laag. De trossen zijn klein te noemen, waarbij de schillen van de druiven dun zijn. Aangezien er een vroege bloei plaatsvindt, is er grote kans op nachtvorst en dat is meteen de achilleshiel, want verder is het resistent tegen vrijwel alle ziektes. Ook de soms verzengende hitte van midden-Spanje speelt hoegenaamd geen rol van betekenis. Tot het midden van de jaren vijftig van de 20ste eeuw werd de wijn voornamelijk als tafelwijn geschonken, maar nu - zo'n zestig jaar later - worden er zachte, zeer aromatische kwaliteitswijnen geproduceerd.

## Gebieden
Deze variëteit komt vooral voor in Castilië en León, Extremadura en de regio Madrid met in het totaal een oppervlakte van ongeveer 2.500 hectare. In Californië wordt op kleine schaal geëxperimenteerd om te bezien of deze druif daar ook op commerciële basis verbouwd kan worden.

## Synoniemen[1]
- Abuela
- Acerba
- Acerva
- Albarin Blanco
- Albil Pardo
- Albillo Kasteliano
- Albilla
- Albillo
- Albillo Blanco (in Asturië)
- Albillo Blanco Fino
- Albillo Cagalon
- Albillo Castellano
- Albillo Castillan
- Albillo de Cebreros (provincie Ávila)

- Albillo de Granada
- Albillo de Huebla
- Albillo de Madrid
- Albillo de San Jeronimo
- Albillo de Toro
- Albillo de Toro Dorado
- Albillo Dorado
- Albillo Pardo
- Albillo Peco
- Albillo Peco de Trebugena
- Albillo Real
- Albillo Temprano
- Albillo Verdal
- Albuela

- Alvilla
- Alvillo
- Arvilla
- Besto Maduro
- Blanco Castellano
- Blanco del Pais
- Blanco Pais
- Blanco Ribera
- Blanco Rivera
- Cagalon
- Cstellano Bianco
- Cepa Canasta
- Cepa de Lena
- Gual

- Hogazuela
- Hogomela
- Nieves Temprano
- Nives Temprano
- Ojo de Liebre
- Pardillo
- Pardillo de Albilio
- Picapol
- Prolefera
- Temprano de Campo Real
- Temprano de Mora
- Uva de Lena
- Uva Pardilla